# 국제형사재판소

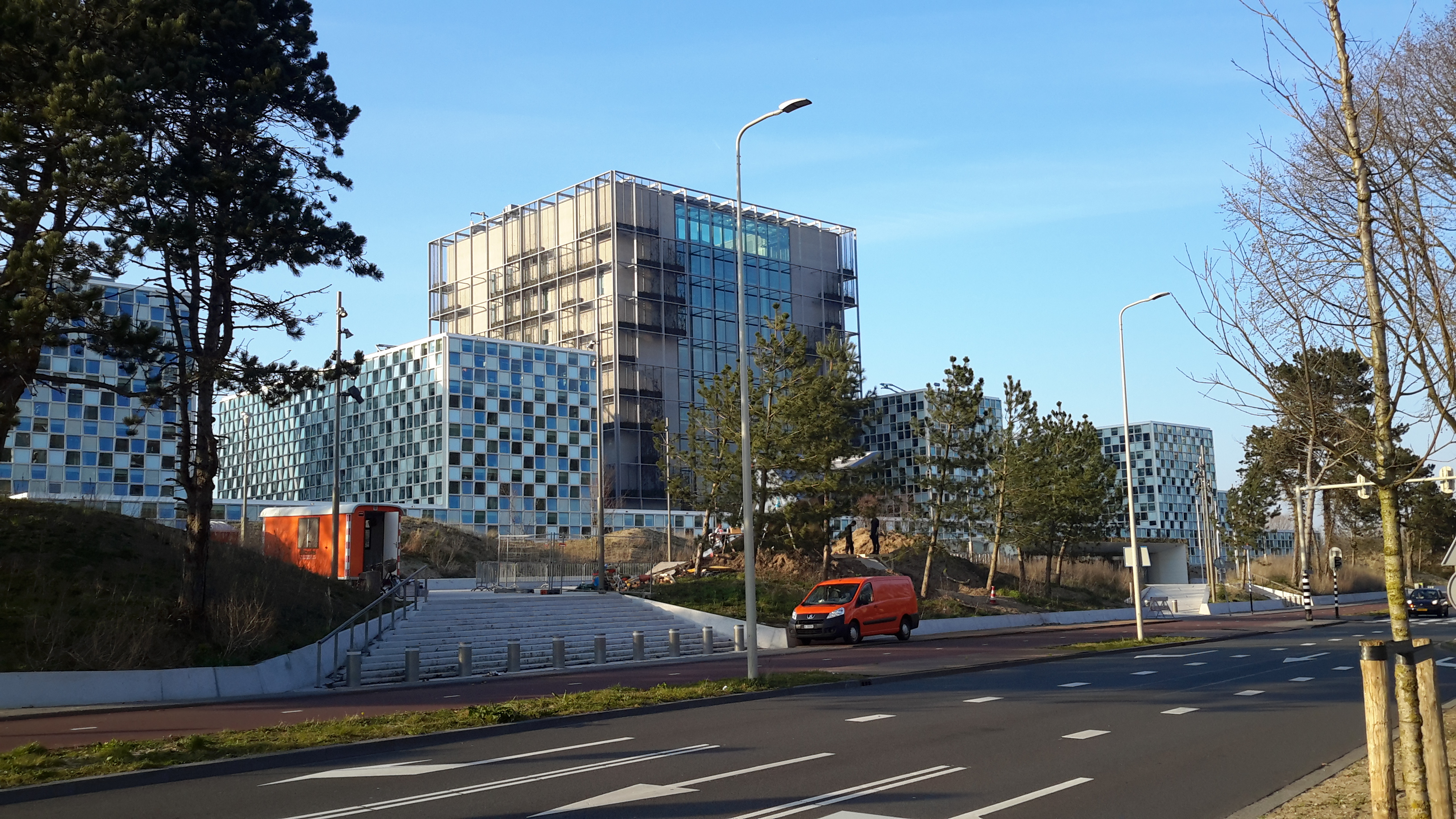
네덜란드 헤이그의 국제형사재판소

국제형사재판소 또는 국제형사법원(영어: International Criminal Court, ICC, 프랑스어: Cour pénale internationale, CPI)은 2002년 7월 1일에 설립되었으며, 국제 범죄자에 대한 재판을 맡는 국제 법원이다. 정식 약칭은 ICC-CPI이며, 통칭 ICC로 표기된다. 프랑스어로는 CPI로 표기된다. 2022년 현재 국제형사재판소의 소장은 폴란드 국적의 피오트르 호프만스키이다.
유엔 총회 옵서버이지만 유엔 산하 기관은 아니다. 유엔 산하 기관은 국제사법재판소다.

## 역사
국제형사재판소(ICC)는 1998년 7월 17일에 유엔 전권 외교 사절 회의에서 채택되어 2003년 3월 11일에 국제형사재판소에 관한 로마규정에 근거해 네덜란드의 헤이그에 설치되었다. 판사와 검찰관은 체결국 회의(ASP, Assembly of States Parties)에서 선출한다. 공용어는 영어와 프랑스어이다.
국제사법재판소(ICJ)와 혼동되지만 ICJ는 유엔의 사법기관이며, 국가간의 법적 분쟁만을 취급하기 때문에 ICC와 완전히 다른 재판소이다. 개인 형사 책임에 한정되며, 로마규정 제5조 제1항에 따른 ICC의 관할권은 다음과 같다.
1. 집단살해죄
2. 인도에 반한 죄
3. 전쟁범죄
4. 침략범죄

다만, 침략범죄(the Crime of Aggression)에 대해서는 그 정의가 명확히 정해지지 않아 이 범죄는 현재 ICC의 관할이 아니다. 2009년 이후의 회의(Review Conference)로 협의가 예정되어 있다.
2007년 1월 29일, 콩고 민주 공화국에 대한 공판 시작을 결정했다. 또, 수단의 다르푸르 안건에 대해서는 2007년 5월 2일 현직의 정부 각료를 포함한 용의자 2명에 대해서 처음으로 구속 영장을 발부 했다. ICC의 처음의 재판이자, 유엔 헌장 제7장에 따른 재판이다. 2012년 3월 14일 국제형사법원 사상 처음으로 에 대한 유죄 판결을 콩고 민주 공화국의 반군 지도자 토머스 루방가에게 징역 14년 형을 선고 하였다. 2012년 4월 26일에는 국제형사법원 사상 처음으로 국가 수반 출신에 대한 유죄 판결을 라이베리아 전 대통령 찰스 테일러에게 징역 50년 형을 선고 하였는데, 이 판결은 국제 재판소가 전직 국가 원수를 단죄를 한 2차 대전 종전 후 독일 나치 전범에 대한 뉘른베르크 재판의 판결 이래 처음이다.

## 목적
국제적으로 중대한 범죄에 대해 책임이 있는 개인을 소추하며 처벌한다. 또한 국제적 중대 범죄가 반복해지는 것을 방지하기 위해 노력한다.

## 특징

### 피해자 신탁 기금
국제형사재판 2소(所)는 피해자를 위해 피해자 신탁 기금(Trust Fund for Victims)를 설립, 운영하고 있다. 활동 내용은 다음과 같다.
- 재판소는 적당한 이유가 있을 때 신탁 기금을 통한 배상을 명령할 수 있다.
- 신탁 기금은 개인과 집단이 대상이 된다.
- 배상금은 개인에게 직접 배상되거나, 원조 조직등의 단체에게 배상된다.
- 배상은 유죄의 판결을 받는 피의자만이 실시하는게 아니라 정부, 국제기구, 개인의 보조금이 사용될 수도 있다.

### 주요 조문
- 제1조(재판소): 재판소는 상설적 기구이며, 국제적 관심사인 가장 중대한 범죄를 범한 자에 대하여 관할권을 행사하는 권한을 가지며, 국가의 형사관할권을 보충한다.
- 제7조(인도에 대한 범죄)
  - 제1항: "인도에 반한 죄"라 함은 민간인 주민에 대한 광범위하거나 체계적인 공격의 일부로서 그 공격에 대한 인식을 가지고 범하여진 다음의 행위를 말한다.

(1) 살해

(2) 절멸

(3) 노예화

(4) 주민의 추방 또는 강제이주

(5) 국제법의 근본원칙을 위반한 구금 또는 신체적 자유의 다른 심각한 박탈

(6) 고문

(7) 강간, 성적 노예화, 강제매춘, 강제임신, 강제불임, 또는 이에 상당하는 기타 중대한 성폭력

(8) 이 항에 규정된 어떠한 행위나 재판소 관할범죄와 관련하여, 정치적·인종적·국민적·민족적·문화적 및 종교적 사유, 제3항에 정의된 성별 또는 국제법상 허용되지 않는 것으로 보편적으로 인정되는 다른 사유에 근거하여 어떠한 동일시될 수 있는 집단이나 집합체에 대한 박해

(9) 사람들의 강제실종

(10) 인종차별범죄

(11) 신체 또는 정신적·육체적 건강에 대하여 중대한 고통이나 심각한 피해를 고의적으로 야기하는 유사한 성격의 다른 비인도적 행위
- 제26조(18세 미만자에 대한 관할권 배제): 재판소는 범행 당시 18세 미만자에 대하여 관할권을 가지지 아니한다.
- 제27조(공적 자격의 무관계성): 공적 지위에 근거한 어떠한 차별 없이 모든 자에게 평등하게 적용되어야 한다. 특히 국가 원수 또는 정부 수반, 정부 또는 의회의 구성원, 선출된 대표자 또는 정부 공무원으로서의 공적 지위는 어떠한 경우에도 그 개인을 이 규정에 따른 형사책임으로부터 면제시켜 주지 아니하며, 또한 그 자체로서 자동적인 감형 사유를 구성하지 아니한다.
- 제36조(재판관의 자격, 지명 및 선거)
  - 8항 1항 (3): 여성 및 남성 재판관의 공정한 대표성
- 제43조(직원) 1항: 각각의 업무에 필요한 자격을 가진 직원을 임명한다.
- 제77조(적용 형벌)
  - 1항 (2): 적용할 수 있는 형벌은 30년 이하의 유기 구금형 또는 종신형이다.
- 제110조 (감형에 대한 재판소의 재검토)
  - 1항: 집행국은 재판소가 선고한 형기가 만료되기 전에는 당해인을 석방하지 아니한다.
  - 2항: 재판소만이 감형을 결정할 권한을 가지며, 당해인을 심문한 후 그 문제를 결정한다.
  - 3항: 형의 3분의 2 또는 무기징역의 경우 25년을 복역한 경우, 재판소는 감형여부를 결정하기 위하여 형을 재검토한다. 그 전에는 재검토가 이루어져서는 아니된다.
  - 4항: 4. 제3항에 따른 재검토에 있어서, 재판소는 1개 이상의 다음 요소가 존재한다고 판단할 경우 형을 감경할 수 있다.

(1) 재판소의 수사 및 기소에 있어서 초기부터 지속적으로 협력하려는 의사

(2) 다른 사건에 있어서의 재판소의 판결 및 명령의 집행을 가능하게 하는 그 자의 자발적인 조력과 특히 피해자의 이익을 위하여 사용될 수 있는 벌금, 몰수 또는 배상 명령의 대상이 되는 자산을 찾는 것을 지원하는 자발적 조력

(3) 절차및증거규칙에 규정된 바와 같이, 감형을 정당화하기에 충분한 명백하고 중요한 사정변경을 형성하는 기타 요소

## 조직
조직은 다음 네 가지 부문으로 구성된다.

### 재판소장 회의
재판소장 회의(The Presidency)는 국제형사법원 전체의 적절한 운영에 대해 담당한다. 다만, 독립 부문인 검찰국에 대해서는 서로 다른 양쪽 부문이 충돌되는 사항에 대해서만 운영을 담당하되, 검찰관의 승낙을 얻은 후 관리를 통괄한다.

#### 구성
모두 상근이다.
- 인원: 3명
- 회장단 선출: 18명의 판사 판사 전원의 과반수 투표로써 선출된다.
- 임기: 9년

#### 회의
2015년 3월 11일 로마규정 제38조에 의거해 18명의 판사의 대표로 선출된 재판관들은 다음과 같다.
- 재판소장(President)  아르헨티나, Silvia Alejandra FERNÁNDEZ DE GURMENDI , 여성, 2015년
- 재판소 제1차장(First Vice President)  케냐, Joyce ALUOCH , 여성, 2015년
- 재판소 제2차장(Second Vice President)  일본, Kuniko OZAKI , 여성, 2015년

### 재판부
재판부(The Chambers)는 체결국 회의(ASP)에서 선출하는 18명의 판사로 구성된다. 각 부문(Division)은 재판부(Chamber)에 따라 배분되어 배치된다.

#### 주요 부문과 임무
- 예심 재판 부문: 재판소 제1차장과 6명의 판사로 구성된다. 수사 개시의 가부 결정, 수사 중지 판단, 구속 영장 발부, 공개 심문 운영에 대해 관할한다.
- 제1심 재판 부문: 재판소 제2차장과 5명의 판사로 구성된다. 필요 수속의 제정과 실시, 권리 보증 수속, 피해자 및 증인의 안전 보호에 대해 관할한다.
- 상소 재판 부문: 재판소장과 4명의 판사로 구성된다. 판결, 판결의 철회와 개정, 재심에 대해 관할한다.

#### 구성
- 인원: 18명
- 선출: 재판관은 체결국 회의(ASP)에서 선거로써 선택된다. 각 체결국이 추천할 수 있는 후보자는 1명이다.
- 임기: 9년(단, 제1회 선거로 선출된 재판관은 추첨에 따라 6년, 9년으로 나누어 직무에 종사한다.)
- 재판관의 선출에 대한 고려 사항
  - 세계의 주요한 법체계의 대표
  - 지리적 균형
  - 남녀 비율 배분
  - 여성 및 아동에 대한 폭력을 포함한 특정 사항에 대해 법적 전문 지식을 가지는 재판관

최초 선출자 가운데 1/3은 3년, 1/3은 6년으로 하여 매 3년마다 1/3씩 교체되도록 하고 있다. 이들의 자격은 각국의 최고법원의 판사 자격을 갖춘 사람으로써 형사재판 실무경험자(최소 9명) 또는 국제법관련 실무경험자(최소 5명)로 하고 있다. (로마규정 제 36조)
1심재판부에서는 실무경험자를 많이 배치하여 형사법적인 고려를 많이 하고 항소심에서는 국제법전문가를 많이 두어 국제법적인 문제를 많이 고려하도록 하였다.

##### 예심 재판 부문
1. 1.  이탈리아, Cuno Tarfusser, 남성, 2009년 3월 11부터 9년 임기
  2.  프랑스, Marc Perrin De Brichambaut, 남성, 2015년 3월 11일부터 9년 임기
  3.  콩고 민주 공화국, Antoine Kesia-Mbe Mindua, 남성, 2015년 3월 11일부터 9년 임기
  4.  헝가리, Péter Kovács, 남성, 2015년 3월 11일부터 9년 임기
  5.  대한민국, Chang-ho Chung(정창호), 남성, 2015년 3월 11일부터 9년 임기
  6.  케냐 Joyce ALUOCH, 여성, 2009년 3월 11일부터 9년 임기

##### 제1심 재판 부문
1. 1.  일본, Judge Kuniko Ozak, 여성, 2010년 1월 20일부터 8년 2개월 임기
  2.  도미니카 공화국, Judge Olga Venecia Del C. Herrera Carbuccia, 여성, 2010년 3월 11일부터 9년 임기
  3.  체코, Judge Robert Fremr, 남성, 2012년 3월 11일부터 9년 임기
  4.  나이지리아, Judge Chile Eboe-Osuji, 남성, 2012년 3월 11부터 9년 임기
  5.  트리니다드 토바고, Judge Geoffrey A. Henderson, 남성, 2014년 2월 1일부터 2021년 10월까지 임기(시험 부분에 할당)
  6.  독일, Judge Bertram Schmitt, 독일, 2015년 3월 11일부터 9년 임기

##### 항소 재판 부문
1. 1.  아르헨티나, Silvia Alejandra Fernández De Gurmendi, 여성, 2010년 1월 20일부터 8년 2개월 임기(사법 공석을 채우기 위해서)
  2.  보츠와나, Sanji Mmasenono Monageng, 여성, 2009년 3월 11일부터 9년 임기
  3.  벨기에, Christine Van Den Wyngaert, 여성, 2009년 3일 11일부터 9년 임기
  4.  영국, Howard Morrison, 남성, 2012년 3월 11일부터 9년 임기
  5.  폴란드, Piotr Hofmański, 남성, 2015년 3월 11일부터 9년 임기

### 검찰국
검찰국(OTP: Office of the Prosecutor)은 국제형사재판소를 구성하는 네부분 중 하나이지만 다른 부문과는 달리 독립 권한을 가지고 있다. 체결국 회의(ASP)에서 선출한 수석 검찰관(Chief Prosecutor)이 책임을 지며, 인사와 시설 및 그외의 OTP에 관련하는 모든 자산 및 업무에 대해 관리와 운영책임을 가지고 있다.
OTP는 2명의 차석 검찰관(Deputy Prosecutor)이 있어 각각 소추 부문(Prosecutions Division)과 수사 부문(Investigations Division)을 담당한다. 2개의 실무 부문과 OTP 각부와의 협력, 각국 및 국제기관과의 협력 업무를 담당하는 관할, 보완성 및 협력 통괄부(JCCD：Jurisdiction, Complementarity and Cooperation Division)가 있다. 즉, 1개의 보좌 부문이 있다.

#### 주요 부문과 임무
- 수사 부문(Investigations Division): 증거의 수집과 심사, 피의자 및 피해자, 증인의 심문 등 수사에 관련하는 사무의 통괄 및 수행
- 소추 부문(Prosecutions Division): 기소 수속 담당
- 관할, 보완성 및 협력 통괄 부문(JCCD：Jurisdiction, Complementarity and Cooperation Division): 수사 부문과 협력을 얻으면서 제공 정보 등에 대한 정밀 조사, 각국이나 국제 기관과 협조 체제 구축

#### 검찰관
- 검찰(Prosecutor):  감비아, Fatou Bensouda, 2012년 6월 15일에 취임
- 대리 검찰(Deputy Prosecutor Elect):  캐나다, James Kirkpatrick Stewart, 2012년 1월 16일에 취임
- 수사 담당관(Director of the Investigations Division):  벨기에, Michel de Smedt, 2006년 1월 16일에 취임
- 검찰 사무실 담당관(Head of the Jurisdiction, Complementarity and Cooperation Division):  레소토,  2월에 취임
- 기소 담당 검찰(Director of the Prosecutions Division):  독일, Fabricio Guariglia, 2014년 10월에 취임

### 서기국
서기국(The Registry)은 국제형사재판소의 사법적 기능 이외의 업무나 운영에 대해 담당한다. 재판소 서기(The Registrar) 1명으로 구성된다.

#### 구성
- 인원: 1명(스탭을 포함하지 않음.)
- 선출: 판사 전원이 행하는 비밀 투표로서 절대 다수를 획득한 사람을 선출
- 임기: 5년(재선 가능)

#### 재판소 서기
1. 1.  네덜란드, Herman von Hebel, 남성, 2013년 8월 18일부터 5년 임기

## 회원국 목록

국제형사재판소에 관한 로마 협약 당사국
당사국
서명은 했으나 비준을 하지 않은 국가
회원 자격을 철회한 국가
서명했다가 철회한 국가
서명도 비준도 하지 않은 국가

2020년 12월 기준으로, 아래의 100개국은 ICC 협약을 비준했다.
- 유럽: 알바니아, 안도라, 오스트리아, 벨기에, 보스니아 헤르체고비나, 불가리아, 크로아티아, 키프로스, 덴마크, 에스토니아, 핀란드, 프랑스, 독일, 그리스, 헝가리, 아이슬란드, 아일랜드, 이탈리아, 라트비아, 리히텐슈타인, 리투아니아, 룩셈부르크, 마케도니아 공화국, 몰타, 네덜란드, 노르웨이, 폴란드, 포르투갈, 루마니아, 산마리노, 세르비아, 몬테네그로, 슬로바키아, 슬로베니아, 에스파냐, 스웨덴, 스위스, 영국

- 아프리카: 베닌, 보츠와나, 부르키나파소, 부룬디, 중앙아프리카공화국, 콩고 공화국, 콩고 민주 공화국, 지부티, 가봉, 잠비아, 가나, 기니, 케냐, 레소토, 라이베리아, 말라위, 말리, 모리타니, 나미비아, 니제르, 나이지리아, 세네갈, 시에라리온, 남아프리카 공화국, 탄자니아, 우간다, 잠비아.

- 아메리카: 앤티가 바부다, 아르헨티나, 바베이도스, 벨리즈, 볼리비아, 브라질, 캐나다, 콜롬비아, 코스타리카, 도미니카 연방, 도미니카 공화국, 에콰도르, 가이아나, 온두라스, 멕시코, 파나마, 파라과이, 페루, 세인트빈센트 그레나딘, 트리니다드 토바고, 우루과이, 베네수엘라

- 아시아: 아프가니스탄, 캄보디아, 조지아, 요르단, 몽골, 타지키스탄, 동티모르, 대한민국*

- 오세아니아: 오스트레일리아, 동티모르*, 피지, 마셜 제도, 나우루, 뉴질랜드, 사모아

위 국가들 이외에, 39개국이 서명했으나 아직 비준은 하지 않은 상태에 있다. 아직 미국은 비준하지 않은 상태이다.
- 동티모르는 아시아와 오세아니아 양쪽에 모두 포함됨.

## 문제점

### 미국의 반대
- 미국은 국제형사재판소 규정(로마 규정)의 기초 단계에 적극적으로 참여하며, 중요한 역할을 수행했지만 로마규정을 채택하기 위한 1998년의 유엔 외교 회의에는 반대표를 던졌다. 클린턴 행정부 당시 2000년 12월 31일에 로마 규정에 서명했지만, 비준은 하지 않고 있다. 부시 행정부에서는 로마 규정이 발효하기 직전인 2002년 5월 6일에 서명을 철회했다. 서명 철회는 국제적으로 관례가 없으며, 과연 서명을 철회하는게 국제법상 가능한가에 대해 많은 논쟁을 유발시켰다. 유엔 사무국 조약국(Treaty Division)은 미국 정부의 서명 철회 신청을 수리하지 않고 있다.
- 미국은 국제형사재판소가 정치적으로 이용될 우려가 있다며 국제형사재판소 문제에 대해 강경한 입장을 취하고 있다. 이것은 자국군 장병이 전투 구역에서의 불법 행위(주로 비전투원의 살해)에 따라 소추되는 일을 막기 위함이다. 또한 미국은 자국의 행위에 대해 무류성(無謬性, 오류가 없음)을 주장하고 있다. 대(對)ICC 정책으로 미국은 다음과 같은 정책을 취하고 있다.

1. 2국간 면책 협정(BIA)의 체결: 미국은 자국민을 ICC에 인도하지 말자고 하는 2국간 면책 협정(BIA: Bilateral Immunity Agreement)의 체결을 각국에게 요청하고 있다. 이 협정은 상무적인 게 아니라 미국 병사, 정부 관계자 및 모든 미국 국적을 가진 보유자를 보호하려는 목적이다. 이 협정 체결국에게는 ICC에 의해 구속 영장 발부나 재판 회부 결정이 이루어진 피의자에 대해 인도 거부를 요구하는 편무적 협정이다.
2. 유엔 평화 유지군(PKO)에 대한 소추 면책의 확보: 미국은 유엔 안전 보장 이사회 결의(결의 1422(2002년), 결의 1487(2003년))를 통해 평화 유지군(PKO)에 대한 소추 면책을 인정하는 결의를 주도했다. 2002년의 결의는 2003년에 한번 갱신이 되었는데, 2004년에는 이라크에 있는 미군의 포로 취급이 문제가 되어서(강제 수용소, 관타나모 만 해군 기지) 미국은 결의 갱신 제안을 단념했다.
3. 미국 군인 보호법(ASPA)의 제정: 미국은 ICC에 대한 협력을 금지했으며 미국 국민에 대해 ICC로부터의 소추면책을 주는 미국 군인 보호법(ASPA: American Servicemembers' Protection Act)을 제정하고 있다. ASPA는 미국과 BIA를 하지 않는 국가(NATO 및 미국과의 일부 동맹국 제외)에 대한 군사 원조 중지도 규정하고 있다. 2004년에는 미국과 BIA를 체결하고 있지 않으면서 로마 규정을 체결하고 있는 국가에 대해 경제 원조 중지를 요구하는 수정안(Nethercutt Amendment)이 미합중국 의회에서 가결되었으며, 12월 8일에 부시 대통령이 이 법안에 서명했다.

### 그 외의 반대
- 1998년의 유엔 전권 외교 사절 회의에서 로마 규정 채택에 반대표를 던진 국가는 미국, 중화인민공화국, 이스라엘, 이라크, 리비아, 카타르, 예멘 총 7개국이다.

1. 이스라엘은 2002년 8월 2일에 유엔 사무국 조약국에게 서명 철회 통지서를 송부했으나 조약국은 미국과 같이 서명 철회 신청을 수리하지 않았다.
2. 중화인민공화국은 보완성의 원칙을 정확하게 반영하고 있지 않는 조문이 규정에 포함되어 있는 것에 대해 염려하며 로마 규정 채택에 반대했다.

- 또한 이 회의에서는 21개국이 기권하고 있는데, 그중 인도와 싱가포르는 다음을 기권 이유로 하고 있다.

1. 인도는 전쟁 범죄의 요소로서 대량 살상 무기(WMD: Weapons of Mass Destruction)를 포함하기를 바랐다. 국제형사재판소 규정(로마 규정) 초안에는 포함되어 있었지만 그러나 채택시에는 WMD를 비롯한 생물 화학 병기가 삭제되었다.
2. 싱가포르: 로마 규정에서 규정하고 있는 최고형이 종신형인데, 사형이 최고형이 아닌 이유에 대해 의문을 가지고 있으며, 또한 흉악범죄에 대해서도 일체 사형이 부과되지 않는 것에 대해서도 의문을 가지고 있다.

- 1998년 로마 규정 채택 후에도 ICC에 대해 반대를 계속 표명하고 있는 국가는 이스라엘, 인도, 짐바브웨, 수단이다.
- 로마 규정 채택 당시 반대 표를 던진 국가에서는 내부적으로 많은 우려를 불러 오고 있다. 미국에서는 국익을 해친다는 염려가 있으며, 카타르와 예멘 양국은 근년에는 체결국 회의에 출석하는등 반대 자세를 변화시키고 있다. 그러나 예멘의 경우는 일단 국제형사재판소 규정(로마 규정) 가입을 의회가 승인해서 찬성으로 변했지만, 후의 재채결 때는 부결로 변화시키고 있다.

## 최근의 움직임
- 2008년 1월 5일, 터키 정부가 ICC 가입을 무기한 연기한다고 발표했다. 이라크 정부와의 국경 문제, EU 가입 등이 맞물려 있는 현재, 이 결정은 향후 EU 가맹 및 이슬람 국가들의 ICC 가입에 영향을 줄 것으로 보인다.
- 2008년 1월 17일, 네덜란드 헤이그의 국제형사재판소(ICC)에서 2007년의 제6회 체결국 회의에서 선출된 재판관의 취임식이 거행된다. 선서 취임을 실시하는 재판관은 프랑스의 브루노 코테(Bruno Cotte) 재판관, 우간다의 다니엘 다비드 은세레코(Daniel David Nsereko) 재판관, 일본의 사이가 후미코 재판관 등 합계 3명이다. 이것으로 ICC 재판관은 조약에 규정된대로 정족수 18명을 충족하게 된다.

## 안건
국제형사재판소가 취급하는 안건은 상황에 따라 다음 5종으로 분류된다.
- 공판 안건(1심 국면): 공판 단계에 있어「공판(trial)」으로 취급되고 있는 안건
- 소추 안건(예심 국면): 공판 단계에는 없지「소추(case)」로 취급되고 있는 안건
- 수사 안건(기소 국면): 소추 단계에는 없지만「수사(investigation)」로 취급되고 있는 안건
- 부탁 안건(검토 국면): 소추 단계에는 없지만「부탁(referred)」으로 취급되고 있는 안건
- 검토 안건(조사 국면): 수사 단계에는 없지만「검토(considered)」로 취급되고 있는 안건

또한, 단계별 진척도는 다음과 같다.
- 0: 검토 개시(검토를 개시한 상태)
- 1: 부탁 수리(부탁 수리 개시일)
- 2: 수사 개시(수사 개시일)
- 3: 수사 완료(수사 완료 상태)
- 4: 소장 발부(구속 영장의 발행일)
- 5: 소장 공개(구속 영장의 공개일)
- 6: 피고 출두(피고의 최초 출두일)
- 7: 예심 개시(예비 심문 개시일)
- 8: 판단 통고(예심 판결이 통고된 날)
- 9: 상소 수리(예심 판단에 대해 상소가 수리된 날)
- 10: 상소 판단(상소 심의에 대한 판단이 통고된 날)
- 11: 1심 개시(1심 재판 개시일)
- 12: 1심 종료(1심 재판 종료일)
- 13: 상소 수리(1심 판단에 대한 상소가 수리된 날)
- 14: 상소 판단(상소에 대한 상소 심의의 판단이 통고된 날)

### 공판 안건(1심 국면)
- 콩고민주공화국: 10(2007년 1월 31일) - 르반가 재판

### 소추 안건(예심 국면)
- 우간다: 5(2005년 10월 14일) - LRA 간부에 대한 재판
- 수단: 5(2007년 5월 2일) - 다르푸르 사태

#### 상황 조사중
- 콩고 민주 공화국
- 우간다
- 중앙아프리카 공화국
- 수단 다르푸르
- 케냐
- 리비아
- 코트디부아르
- 말리
- 중앙아프리카 공화국

### 예비 심문
- 콜롬비아
- 아프가니스탄
- 나이지리아
- 그루지야
- 기니
- 온두라스
- 이라크
- 팔레스타인
- 우크라이나

## 같이 보기
- 미국인복무요원보호법
- 인도에 반한 죄
- 국제사법재판소
- 법치주의
- 전쟁범죄